# نعاميات الشكل
نعاميات الشكل (الاسم العلمي: Struthionimorphae) هي طبقة تتبع طائفة الطيور من صف فقاريات رباعية الأطراف.
وطبقة نعاميات الشكل هي إحدى الثلاث طبقات غير المنقرضة التي تشكل أُباشة مسطحات الصدر (بالإنجليزية: Ratites)‏.

## رتب
- نعاميات